# Erhard Riemann
Erhard Riemann (* 3. April 1907 in Kraußen, Landkreis Königsberg i. Pr.; † 21. März 1984 in Kiel) war ein deutscher Volkskundler Ostpreußens und Westpreußens.

## Leben
Riemanns Vater war Lehrer und Kantor in Deutsch Thierau, Kreis Heiligenbeil. Riemann besuchte das Kneiphöfische Gymnasium und bestand 1926 das Abitur. Er studierte Germanistik, Anglistik, Volkskunde und Urgeschichte an der Albert-Ludwigs-Universität Freiburg, der Ludwig-Maximilians-Universität München und der Universität Wien. Schließlich wechselte er an die heimatliche Albertus-Universität Königsberg, wo er unter anderem Walther Ziesemer Vorlesungen hörte. Ziesemer war 1910 von der Königlich-Preußischen Akademie der Wissenschaften mit einem Preußischen Wörterbuch der ost- und westpreußischen Mundarten beauftragt worden; es war aber Walther Mitzka, der Riemann für die Volkskunde begeisterte und zum Thema seiner Doktorarbeit anregte. Zum 1. Mai 1933 trat er der NSDAP bei (Mitgliedsnummer 1.887.399). 1935 promovierte Riemann zum Dr. phil.
Riemann hatte im Studium als Wissenschaftlicher Hilfsarbeiter am Prussia-Museum gewirkt. Nach der Promotion wurde er Assistent am Preußischen Wörterbuch. 1937 ging er als Wissenschaftlicher Assistent an das Stadtgeschichtliche Museum Königsbergs. Er arbeitete dort mit Eduard Anderson und Fritz Gause eng zusammen und habilitierte sich. 1939 wurde er Dozent für Volkskunde an der im März 1933 umgebildeten Hochschule für Lehrerbildung in Elbing. Als Soldat der Wehrmacht nahm Riemann am Westfeldzug und am Deutsch-Sowjetischen Krieg teil. Nach 1940 leitete er in Krakau die Sektion für Rasse- und Volkstumsforschung am Institut für Deutsche Ostarbeit. Anschluss an die Historiker konnte er nicht finden.
Nach der Entlassung aus der Kriegsgefangenschaft verschlug es ihn nach Kiel. Von 1947 bis 1955 war er Studienrat in Oldenburg (Oldenburg). Schon 1952 erging an ihn der Auftrag, das Preußische Wörterbuch fortzuführen. Als die Wörterbuchstelle 1955 nach Kiel verlegt und dem Germanistischen Seminar der Christian-Albrechts-Universität angegliedert wurde, kehrte Riemann nach Kiel zurück. Er erhielt eine Dozentur für Deutsche Volkskunde und Mundartforschung. Die CAU ernannte ihn zum apl. Professor (1963) und zum Wissenschaftlichen Rat (1964). Als er 1972 pensioniert wurde, stand er noch in der Arbeit am Preußischen Wörterbuch. Er engagierte sich im Göttinger Arbeitskreis und leitete die Kommission für ostdeutsche Volkskunde. Er widmete sich auch der Literaturwissenschaft, insbesondere der Mundartdichtung und der Königsberger Barockliteratur. Er war langjähriger Mitarbeiter des Ostpreußenblatts.
Mit Agnes Miegel stand er bis zu ihrem Tod (1964) in enger Freundschaft. Er wohnte in Schilksee an der Kieler Förde.

## Ehrungen
- Agnes-Miegel-Plakette des Tatenhausener Kreises[8]
- Kulturpreis der Landsmannschaft Ostpreußen (1976)
- Bundesverdienstkreuz 1. Klasse (1977)
- Westpreußischer Kulturpreis (1980)
- Georg-Dehio-Preis der Künstlergilde Esslingen (postum)

## Veröffentlichungen (Auswahl)
- Ostpreußisches Volkstum um die ermländische Nordostgrenze. Beiträge zur geographischen Volkskunde Ostpreußens (= Schriften der Albertus-Universität. Geisteswissenschaftliche Reihe, Bd. 8). Ost-Europa-Verlag, Königsberg 1937.
- Germanen erobern Britannien. Die Ergebnisse der Vorgeschichte und der Sprachwissenschaft über die Einwanderung der Sachsen, Angeln und Jüten nach England (= Schriften der Albertus-Universität. Geisteswissenschaftliche Reihe, Bd. 27). Ost-Europa-Verlag, Königsberg 1939.
- Volkskunde des Preußenlandes. Holzner, Kitzingen 1952.
- Die Erforschung der Nordostdeutschen Mundarten und das Preussische Wörterbuch. In: Jahrbuch für Volkskunde der Heimatvertriebenen, Bd. 3 (1957), S. 162–179.
- Ostpreußische Vierkanthöfe. In: Zeitschrift für Mundartforschung, Bd. 27 (1961), H. 4, S. 233–250.
- Die Volkstrachten Ost- und Westpreußens. In: Hessische Blätter für Volkskunde, Bd. 53 (1962), S. 29–46.
- Ännchen von Tharau. Königsberger Dichtung und Musik aus der Zeit des Barock (= Schriftenreihe zur Förderung der ostdeutschen Kulturarbeit, Bd. 6). Howaldt, Kiel 1963.
- Der Flachs im ost- und westpreußischen Volksglauben und Brauchtum. In: Jahrbuch für ostdeutsche Volkskunde, Bd. 9 (1965), S. 91–123.
- Wortgeographie und Besiedlungsgeschichte Altpreußens. In: Jahrbuch des Vereins für niederdeutsche Sprachforschung, Bd. 88 (1965), S. 72–106.
- Gründonnerstagskringel in Ost- und Westpreußen.In: Jahrbuch für ostdeutsche Volkskunde, Bd. 12 (1969), S. 323–336.
- Beobachtungen zur Wortgeographie des Ermlands. In: Jahrbuch des Vereins für niederdeutsche Sprachforschung, Bd. 93 (1970), S. 114–153.
- Neuere Dichter des deutschen Nordostens. In: Günther Grundmann u. a.: Kirche und Kultur im deutschen Osten (= Studien zum Deutschtum im Osten, Bd. 7). Böhlau, Köln 1970, S. 99–125, ISBN 3-412-03470-3.
- Die preußische Sprachlandschaft. In: Reinhold Olesch (Hrsg.): Zur Sprache und Literatur Mitteldeutschlands. Festschrift für Friedrich von Zahn. Bd. 2. Böhlau, Köln 1971, S. 1–34, ISBN 3-412-48071-1.
- Ost- und westpreußische Volkskunst. In: Jahrbuch für ostdeutsche Volkskunde, Bd. 15 (1972), S. 7–21.
- Der Brummtopf, ein alteuropäisches Primitivinstrument. In: Jahrbuch für ostdeutsche Volkskunde, Bd. 16 (1973), S. 78–103.
- Der Viehaustrieb im ost- und westpreußischen Volksbrauch. In: Jahrbuch für ostdeutsche Volkskunde, Bd. 17 (1974), S. 108–139.
- Das Freilichtmuseum in Hohenstein/Olsztynek. In: Jahrbuch für ostdeutsche Volkskunde, Bd. 18 (1975), S. 7–41.
- Der Klingerstock. Ein altes Hirtengerät in Ost- und Westpreußen. In: Jahrbuch für ostdeutsche Volkskunde, Bd. 22 (1979), S. 118–132.
- Johannistag – Johannisnacht. Brauchtum und Volksglaube in Ost- und Westpreußen. In: Jahrbuch für ostdeutsche Volkskunde, Bd. 24 (1981), S. 220–253.
- Preußisches Wörterbuch. Deutsche Mundarten Ost- und Westpreußens. Bd. 2: Fi – J. Wachholtz, Neumünster 1981, ISBN 3-529-04611-6.